# Brad Guzan
Bradley Edwin Guzan (Evergreen Park, 9 settembre 1984) è un calciatore statunitense, portiere dell'Atlanta United.

## Carriera

### Chivas USA
Dopo aver passato due anni tra le riserve del Chicago Fire, firma un contratto Adidas con la MLS e viene selezionato dal Chivas nel SuperDraft. Disputa 88 partite tra tutte le competizioni.

### Aston Villa
L'11 luglio 2008 sbarca in Europa passando all'Aston Villa. Esordisce in Coppa di Lega nel match casalingo contro il QPR. Il 6 novembre fa il suo esordio europeo in Coppa Uefa giocando contro lo Slavia Praga. Nei primi tre anni viene impiegato solo nelle coppe, venendo girato in prestito per la stagione 2010-2011 all'Hull City dove colleziona 16 presenze nella cadetteria inglese..
Il 3 dicembre 2011 torna ai Villans visto l'infortunio di Shay Given, il portiere titolare. Complessivamente colleziona 151 presenze in tutte le competizioni.

### Middlesbrough
Il 29 luglio 2016, passa al Middlesbrough.

### Atlanta United
Dopo nove anni in Inghilterra, fa ritorno in Major League Soccer firmando con l'esordiente Atlanta United FC.

### Nazionale
Viene convocato per la Copa América Centenario negli Stati Uniti.

## Statistiche

### Presenze e reti nei club
Statistiche aggiornate al 24 novembre 2024.
| Stagione              | Squadra               | Campionato            | Campionato | Campionato | Coppe nazionali | Coppe nazionali | Coppe nazionali | Coppe continentali | Coppe continentali | Coppe continentali | Altre coppe | Altre coppe | Altre coppe | Totale | Totale |
| Stagione              | Squadra               | Comp                  | Pres       | Reti       | Comp            | Pres            | Reti            | Comp               | Pres               | Reti               | Comp        | Pres        | Reti        | Pres   | Reti   |
| --------------------- | --------------------- | --------------------- | ---------- | ---------- | --------------- | --------------- | --------------- | ------------------ | ------------------ | ------------------ | ----------- | ----------- | ----------- | ------ | ------ |
| 2005                  | Chivas USA            | MLS                   | 24         | -46        | USOC            | 2               | -7              | -                  | -                  | -                  | -           | -           | -           | 26     | -53    |
| 2006                  | Chivas USA            | MLS                   | 14+2       | 19 + -3    | USOC            | 1               | 0               | -                  | -                  | -                  | -           | -           | -           | 17     | -22    |
| 2007                  | Chivas USA            | MLS                   | 27+2       | -25 + -1   | USOC            | 0               | 0               | -                  | -                  | -                  | -           | -           | -           | 29     | -26    |
| 2008                  | Chivas USA            | MLS                   | 15         | -20        | USOC            | 1               | -2              | -                  | -                  | -                  | -           | -           | -           | 16     | -22    |
| Totale Chivas USA     | Totale Chivas USA     | Totale Chivas USA     | 80+4       | -110 + -4  |                 | 5               | -9              |                    | -                  | -                  |             | -           | -           | 88     | -123   |
| 2008-2009             | Aston Villa           | PL                    | 1          | -1         | FACup+CdL       | 1+1             | -1 + -1         | Int+CU             | 0+5                | -8                 | -           | -           | -           | 8      | -11    |
| 2009-2010             | Aston Villa           | PL                    | 0          | 0          | FACup+CdL       | 3+5             | -6 + -4         | UEL                | 2                  | -2                 | -           | -           | -           | 10     | -12    |
| 2010-gen. 2011        | Aston Villa           | PL                    | 0          | 0          | FACup+CdL       | 0+1             | -1              | UEL                | 2                  | -4                 | -           | -           | -           | 3      | -5     |
| gen.-giu. 2011        | Hull City             | FLC                   | 16         | -14        | FACup+CdL       | 0               | 0               | -                  | -                  | -                  | -           | -           | -           | 16     | -14    |
| 2011-2012             | Aston Villa           | PL                    | 7          | -8         | FACup+CdL       | 1+1             | -1 + 0          | -                  | -                  | -                  | -           | -           | -           | 9      | -9     |
| 2012-2013             | Aston Villa           | PL                    | 36         | -65        | FACup+CdL       | 0+1             | 0               | -                  | -                  | -                  | -           | -           | -           | 37     | -65    |
| 2013-2014             | Aston Villa           | PL                    | 38         | -61        | FACup+CdL       | 0               | 0               | -                  | -                  | -                  | -           | -           | -           | 38     | -61    |
| 2014-2015             | Aston Villa           | PL                    | 34         | -48        | FACup+CdL       | 0               | 0               | -                  | -                  | -                  | -           | -           | -           | 34     | -48    |
| 2015-2016             | Aston Villa           | PL                    | 25         | -51        | FACup+CdL       | 2+2             | -4 + -2         | -                  | -                  | -                  | -           | -           | -           | 29     | -57    |
| Totale Aston Villa    | Totale Aston Villa    | Totale Aston Villa    | 141        | -234       |                 | 18              | -20             |                    | 9                  | -14                |             | -           | -           | 168    | -268   |
| 2016-2017             | Atlanta United        | MLS                   | 14+1       | -10        |                 |                 |                 | -                  | -                  | -                  | -           | -           | -           | 15     | -10    |
| 2018                  | Atlanta United        | MLS                   | 33+5       | -41+-2     | USOC            | 0               | 0               | -                  | -                  | -                  | -           | -           | -           | 38     | -43    |
| 2019                  | Atlanta United        | MLS                   | 34+3       | -43+-2     | USOC            | 4               | -3              | CCL                | 4                  | -6                 | CC          | 0           | 0           | 45     | -54    |
| 2020                  | Atlanta United        | MLS                   | 20         | -27        | -               | -               | -               | CCL                | 4                  | -4                 | MiB         | 3           | -3          | 27     | -34    |
| 2021                  | Atlanta United        | MLS                   | 29+1       | -29+-2     | -               | -               | -               | CCL                | 3                  | -4                 | -           | -           | -           | 33     | -35    |
| 2022                  | Atlanta United        | MLS                   | 7          | -9         | USOC            | 0               | 0               | -                  | -                  | -                  | -           | -           | -           | 7      | -9     |
| 2023                  | Atlanta United        | MLS                   | 27+3       | -29+-2     | USOC            | 0               | 0               | -                  | -                  | -                  | LC          | 2           | -5          | 32     | -52    |
| 2024                  | Atlanta United        | MLS                   | 32+5       | -44+-8     | USOC            | 0               | 0               | -                  | -                  | -                  | LC          | 0           | 0           | 37     | -52    |
| Totale Atlanta United | Totale Atlanta United | Totale Atlanta United | 196+18     | -232+-16   |                 | 4               | -3              |                    | 11                 | -14                |             | 5           | -8          | 234    | -289   |
| Totale carriera       | Totale carriera       | Totale carriera       | 455        | -596       |                 | 26              | -32             |                    | 20                 | -28                |             | 5           | -8          | 506    | -680   |

### Cronologia presenze e reti in Nazionale
| Cronologia completa delle presenze e delle reti in nazionale ― Stati Uniti | Cronologia completa delle presenze e delle reti in nazionale ― Stati Uniti | Cronologia completa delle presenze e delle reti in nazionale ― Stati Uniti | Cronologia completa delle presenze e delle reti in nazionale ― Stati Uniti | Cronologia completa delle presenze e delle reti in nazionale ― Stati Uniti | Cronologia completa delle presenze e delle reti in nazionale ― Stati Uniti | Cronologia completa delle presenze e delle reti in nazionale ― Stati Uniti | Cronologia completa delle presenze e delle reti in nazionale ― Stati Uniti |
| Data                                                                       | Città                                                                      | In casa                                                                    | Risultato                                                                  | Ospiti                                                                     | Competizione                                                               | Reti                                                                       | Note                                                                       |
| -------------------------------------------------------------------------- | -------------------------------------------------------------------------- | -------------------------------------------------------------------------- | -------------------------------------------------------------------------- | -------------------------------------------------------------------------- | -------------------------------------------------------------------------- | -------------------------------------------------------------------------- | -------------------------------------------------------------------------- |
| 19-2-2006                                                                  | Frisco                                                                     | Stati Uniti                                                                | 4 – 0                                                                      | Guatemala                                                                  | Amichevole                                                                 | -                                                                          | 80’                                                                        |
| 6-7-2007                                                                   | Cabudare                                                                   | Colombia                                                                   | 1 – 0                                                                      | Stati Uniti                                                                | Coppa America 2007                                                         | -1                                                                         |                                                                            |
| 17-10-2007                                                                 | Basilea                                                                    | Svizzera                                                                   | 0 – 1                                                                      | Stati Uniti                                                                | Amichevole                                                                 | -                                                                          | 46’                                                                        |
| 17-11-2007                                                                 | Johannesburg                                                               | Sudafrica                                                                  | 0 – 1                                                                      | Stati Uniti                                                                | Amichevole                                                                 | -                                                                          | 46’                                                                        |
| 20-1-2008                                                                  | Los Angeles                                                                | Stati Uniti                                                                | 2 – 0                                                                      | Svezia                                                                     | Amichevole                                                                 | -                                                                          |                                                                            |
| 28-5-2008                                                                  | Londra                                                                     | Inghilterra                                                                | 2 – 0                                                                      | Stati Uniti                                                                | Amichevole                                                                 | -1                                                                         | 46’                                                                        |
| 4-6-2008                                                                   | Santander                                                                  | Spagna                                                                     | 1 – 0                                                                      | Stati Uniti                                                                | Amichevole                                                                 | -1                                                                         | 46’                                                                        |
| 15-6-2008                                                                  | Carson                                                                     | Stati Uniti                                                                | 8 – 0                                                                      | Barbados                                                                   | Qual. Mondiali 2010                                                        | -                                                                          |                                                                            |
| 22-6-2008                                                                  | Bridgetown                                                                 | Barbados                                                                   | 0 – 1                                                                      | Stati Uniti                                                                | Qual. Mondiali 2010                                                        | -                                                                          |                                                                            |
| 16-10-2008                                                                 | Port of Spain                                                              | Trinidad e Tobago                                                          | 2 – 1                                                                      | Stati Uniti                                                                | Qual. Mondiali 2010                                                        | -2                                                                         |                                                                            |
| 19-11-2008                                                                 | East Rutherford                                                            | Stati Uniti                                                                | 2 – 0                                                                      | Guatemala                                                                  | Qual. Mondiali 2010                                                        | -                                                                          |                                                                            |
| 28-3-2009                                                                  | San Salvador                                                               | El Salvador                                                                | 2 – 2                                                                      | Stati Uniti                                                                | Qual. Mondiali 2010                                                        | -2                                                                         |                                                                            |
| 21-6-2009                                                                  | Rustenburg                                                                 | Egitto                                                                     | 0 – 3                                                                      | Stati Uniti                                                                | Conf. Cup 2009 - 1º turno                                                  | -                                                                          |                                                                            |
| 14-11-2009                                                                 | Bratislava                                                                 | Slovacchia                                                                 | 1 – 0                                                                      | Stati Uniti                                                                | Amichevole                                                                 | -1                                                                         |                                                                            |
| 18-11-2009                                                                 | Aarhus                                                                     | Danimarca                                                                  | 3 – 1                                                                      | Stati Uniti                                                                | Amichevole                                                                 | -3                                                                         |                                                                            |
| 26-5-2010                                                                  | East Rutherford                                                            | Stati Uniti                                                                | 2 – 4                                                                      | Rep. Ceca                                                                  | Amichevole                                                                 | -4                                                                         |                                                                            |
| 10-8-2010                                                                  | East Rutherford                                                            | Stati Uniti                                                                | 0 – 2                                                                      | Brasile                                                                    | Amichevole                                                                 | -                                                                          | 46’                                                                        |
| 12-10-2010                                                                 | Chester                                                                    | Stati Uniti                                                                | 0 – 0                                                                      | Colombia                                                                   | Amichevole                                                                 | -                                                                          |                                                                            |
| 17-11-2010                                                                 | Durban                                                                     | Sudafrica                                                                  | 0 – 1                                                                      | Stati Uniti                                                                | Amichevole                                                                 | -                                                                          |                                                                            |
| 26-5-2012                                                                  | Jacksonville                                                               | Stati Uniti                                                                | 5 – 1                                                                      | Scozia                                                                     | Amichevole                                                                 | -                                                                          | 71’                                                                        |
| 22-3-2013                                                                  | Commerce City                                                              | Stati Uniti                                                                | 1 – 0                                                                      | Costa Rica                                                                 | Qual. Mondiali 2014                                                        | -                                                                          |                                                                            |
| 26-3-2013                                                                  | Città del Messico                                                          | Messico                                                                    | 0 – 0                                                                      | Stati Uniti                                                                | Qual. Mondiali 2014                                                        | -                                                                          |                                                                            |
| 29-5-2013                                                                  | East Rutherford                                                            | Stati Uniti                                                                | 2 – 4                                                                      | Belgio                                                                     | Amichevole                                                                 | -3                                                                         | 46’                                                                        |
| 16-10-2013                                                                 | Panama                                                                     | Panama                                                                     | 2 – 3                                                                      | Stati Uniti                                                                | Qual. Mondiali 2014                                                        | -2                                                                         |                                                                            |
| 1-6-2014                                                                   | Harrison                                                                   | Stati Uniti                                                                | 2 – 1                                                                      | Turchia                                                                    | Amichevole                                                                 | -1                                                                         | 46’                                                                        |
| 3-9-2014                                                                   | Praga                                                                      | Rep. Ceca                                                                  | 0 – 1                                                                      | Stati Uniti                                                                | Amichevole                                                                 | -                                                                          | 46’                                                                        |
| 11-10-2014                                                                 | East Rutherford                                                            | Stati Uniti                                                                | 1 – 1                                                                      | Ecuador                                                                    | Amichevole                                                                 | -1                                                                         |                                                                            |
| 14-11-2014                                                                 | Londra                                                                     | Colombia                                                                   | 2 – 1                                                                      | Stati Uniti                                                                | Amichevole                                                                 | -2                                                                         |                                                                            |
| 5-6-2015                                                                   | Amsterdam                                                                  | Paesi Bassi                                                                | 3 – 4                                                                      | Stati Uniti                                                                | Amichevole                                                                 | -3                                                                         |                                                                            |
| 10-6-2015                                                                  | Colonia                                                                    | Germania                                                                   | 1 – 2                                                                      | Stati Uniti                                                                | Amichevole                                                                 | -1                                                                         |                                                                            |
| 3-7-2015                                                                   | Nashville                                                                  | Stati Uniti                                                                | 4 – 0                                                                      | Guatemala                                                                  | Amichevole                                                                 | -                                                                          |                                                                            |
| 7-7-2015                                                                   | Frisco                                                                     | Stati Uniti                                                                | 2 – 1                                                                      | Honduras                                                                   | Gold Cup 2015 - 1º turno                                                   | -1                                                                         |                                                                            |
| 10-7-2015                                                                  | Foxborough                                                                 | Stati Uniti                                                                | 1 – 0                                                                      | Haiti                                                                      | Gold Cup 2015 - 1º turno                                                   | -                                                                          |                                                                            |
| 13-7-2015                                                                  | Kansas City                                                                | Stati Uniti                                                                | 1 – 1                                                                      | Panama                                                                     | Gold Cup 2015 - 1º turno                                                   | -1                                                                         |                                                                            |
| 18-7-2015                                                                  | Baltimora                                                                  | Stati Uniti                                                                | 6 – 0                                                                      | Cuba                                                                       | Gold Cup 2015 - Quarti di finale                                           | -                                                                          |                                                                            |
| 22-7-2015                                                                  | Atlanta                                                                    | Stati Uniti                                                                | 1 – 2                                                                      | Giamaica                                                                   | Gold Cup 2015 - Semifinale                                                 | -2                                                                         |                                                                            |
| 25-7-2015                                                                  | Filadelfia                                                                 | Stati Uniti                                                                | 1 – 1 dts (2 - 3 dtr)                                                      | Panama                                                                     | Gold Cup 2015 - Finale 3º posto                                            | -1                                                                         |                                                                            |
| 5-9-2015                                                                   | Washington                                                                 | Stati Uniti                                                                | 2 – 1                                                                      | Perù                                                                       | Amichevole                                                                 | -1                                                                         |                                                                            |
| 8-9-2015                                                                   | Foxborough                                                                 | Stati Uniti                                                                | 1 – 4                                                                      | Brasile                                                                    | Amichevole                                                                 | -4                                                                         |                                                                            |
| 10-10-2015                                                                 | Pasadena                                                                   | Stati Uniti                                                                | 2 – 3 dts                                                                  | Messico                                                                    | QConf.Cup 2017                                                             | -3                                                                         |                                                                            |
| 13-11-2015                                                                 | Saint Louis                                                                | Stati Uniti                                                                | 6 – 1                                                                      | Saint Vincent e Grenadine                                                  | Qual. Mondiali 2018                                                        | -1                                                                         |                                                                            |
| 29-3-2016                                                                  | Columbus                                                                   | Stati Uniti                                                                | 4 – 0                                                                      | Guatemala                                                                  | Qual. Mondiali 2018                                                        | -                                                                          |                                                                            |
| 22-5-2016                                                                  | Bayamón                                                                    | Porto Rico                                                                 | 1 – 3                                                                      | Stati Uniti                                                                | Amichevole                                                                 | -1                                                                         | 46’                                                                        |
| 25-5-2016                                                                  | Frisco                                                                     | Stati Uniti                                                                | 1 – 0                                                                      | Ecuador                                                                    | Amichevole                                                                 | -                                                                          |                                                                            |
| 28-5-2016                                                                  | Kansas City                                                                | Stati Uniti                                                                | 4 – 0                                                                      | Bolivia                                                                    | Amichevole                                                                 | -                                                                          |                                                                            |
| 3-6-2016                                                                   | Santa Clara                                                                | Stati Uniti                                                                | 0 – 2                                                                      | Colombia                                                                   | Coppa America Centenario - 1º turno                                        | -2                                                                         |                                                                            |
| 7-6-2016                                                                   | Chicago                                                                    | Stati Uniti                                                                | 4 – 0                                                                      | Costa Rica                                                                 | Coppa America Centenario - 1º turno                                        | -                                                                          |                                                                            |
| 11-6-2016                                                                  | Filadelfia                                                                 | Stati Uniti                                                                | 1 – 0                                                                      | Paraguay                                                                   | Coppa America Centenario - 1º turno                                        | -                                                                          |                                                                            |
| 16-6-2016                                                                  | Seattle                                                                    | Stati Uniti                                                                | 2 – 1                                                                      | Ecuador                                                                    | Coppa America Centenario - Quarti di finale                                | -1                                                                         | 84’                                                                        |
| 21-6-2016                                                                  | Houston                                                                    | Stati Uniti                                                                | 0 – 4                                                                      | Argentina                                                                  | Coppa America Centenario - Semifinale                                      | -4                                                                         |                                                                            |
| 2-9-2016                                                                   | Kingstown                                                                  | Saint Vincent e Grenadine                                                  | 0 – 6                                                                      | Stati Uniti                                                                | Qual. Mondiali 2018                                                        | -                                                                          |                                                                            |
| 12-11-2016                                                                 | Columbus                                                                   | Stati Uniti                                                                | 1 – 2                                                                      | Messico                                                                    | Qual. Mondiali 2018                                                        | -1                                                                         | 40’                                                                        |
| 16-11-2016                                                                 | San José                                                                   | Costa Rica                                                                 | 4 – 0                                                                      | Stati Uniti                                                                | Qual. Mondiali 2018                                                        | -4                                                                         |                                                                            |
| 11-6-2017                                                                  | Città del Messico                                                          | Messico                                                                    | 1 – 1                                                                      | Stati Uniti                                                                | Qual. Mondiali 2018                                                        | -1                                                                         |                                                                            |
| 1-7-2017                                                                   | East Rutherford                                                            | Stati Uniti                                                                | 2 – 1                                                                      | Ghana                                                                      | Amichevole                                                                 | -1                                                                         | cap.                                                                       |
| 8-7-2017                                                                   | Nashville                                                                  | Stati Uniti                                                                | 1 – 1                                                                      | Panama                                                                     | Gold Cup 2017 - 1º turno                                                   | -1                                                                         |                                                                            |
| 13-7-2017                                                                  | Filadelfia                                                                 | Stati Uniti                                                                | 3 – 2                                                                      | Martinica                                                                  | Gold Cup 2017 - 1º turno                                                   | -2                                                                         | cap.                                                                       |
| 5-9-2017                                                                   | San Pedro Sula                                                             | Honduras                                                                   | 1 – 1                                                                      | Stati Uniti                                                                | Qual. Mondiali 2018                                                        | -1                                                                         |                                                                            |
| 17-10-2018                                                                 | East Hartford                                                              | Stati Uniti                                                                | 1 – 1                                                                      | Perù                                                                       | Amichevole                                                                 | -1                                                                         |                                                                            |
| 15-11-2018                                                                 | Londra                                                                     | Inghilterra                                                                | 3 – 0                                                                      | Stati Uniti                                                                | Amichevole                                                                 | -3                                                                         |                                                                            |
| 11-9-2019                                                                  | Miami                                                                      | Stati Uniti                                                                | 1 – 1                                                                      | Uruguay                                                                    | Amichevole                                                                 | -1                                                                         |                                                                            |
| 12-10-2019                                                                 | Washington                                                                 | Stati Uniti                                                                | 7 – 0                                                                      | Cuba                                                                       | CONCACAF Nations League 2019-2020 - 2º turno                               | -                                                                          |                                                                            |
| 15-11-2019                                                                 | Orlando                                                                    | Stati Uniti                                                                | 4 – 1                                                                      | Canada                                                                     | CONCACAF Nations League 2019-2020 - 2º turno                               | -1                                                                         |                                                                            |
| 19-11-2019                                                                 | George Town                                                                | Cuba                                                                       | 0 – 4                                                                      | Stati Uniti                                                                | CONCACAF Nations League 2019-2020 - 2º turno                               | -                                                                          |                                                                            |
| Totale                                                                     |                                                                            | Presenze                                                                   | 64                                                                         |                                                                            | Reti                                                                       | -67                                                                        |                                                                            |

## Palmarès

### Club

#### Competizioni nazionali
- Campionato MLS: 1

Atlanta United: 2018
- U.S. Open Cup: 1

Atlanta United: 2019

#### Competizioni internazionali
- Campeones Cup: 1

Atlanta United: 2019

### Nazionale
- Gold Cup: 3

2007, 2017, 2021

### Individuale
- MLS Best XI: 1

2007